# Coupe Spengler 1960
Navigation
Édition précédente Édition suivante
La Coupe Spengler 1960 est la 34e édition de la Coupe Spengler. Elle se déroule en décembre 1960 à Davos, en Suisse.

## Règlement du tournoi
Les équipes sont regroupés au sein d'un seul groupe. Les équipes jouent un match contre chacune des autres équipes. Le premier de la poule est déclaré vainqueur de la Coupe Spengler.

## Résultats des matchs et classement
| Clt   | Équipe                  | PJ | V | D | N | BP | BC | Pts |
| ----- | ----------------------- | -- | - | - | - | -- | -- | --- |
| +001, | AC Boulogne-Billancourt | 4  | 3 | 0 | 1 | 25 | 13 | 7   |
| +002, | HC Davos                | 4  | 2 | 0 | 2 | 28 | 19 | 6   |
| +003, | Diavoli HC Milan        | 4  | 2 | 1 | 1 | 18 | 19 | 5   |
| +004, | Hammarby IF             | 4  | 1 | 3 | 0 | 14 | 18 | 2   |
| +005, | HC Viège                | 4  | 0 | 4 | 0 | 14 | 30 | 1   |

- Vainqueur de la compétition